# Аделькранц, Карл Фредрик
Карл Фредрик Аделькранц (швед. Carl Fredrik Adelcrantz; 30 января 1716, Стокгольм — 1 марта 1796, там же) — шведский архитектор, академик Шведской академии наук.

## Жизнь и творчество
К. Ф. Аделькранц родился в семье архитектора Йёрана Йосуа Аделькранца (1668—1739). По желанию своего отца, молодой Карл Фредрик стал чиновником, однако в 1739, после смерти своего родителя, он отправился в четырёхлетнее учебное путешествие по Франции и Италии. После возвращения на родину Карл Фредрик работал на возведении Королевского дворца в Стокгольме под руководством архитектора Карла Хорлемана. В последующие десятилетия К. Ф. Аделькранц сделал блестящую карьеру. В 1757 году он был назначен обер-интендатном Королевской художественной Академии. В 1766 году К. Ф. Аделькранц получил баронский титул.
В годы правления короля Густава III Карл Фредрик Аделькранц руководил возведением ряда дворцовых комплексов, среди которых следует назвать коренную перестройку дворцов Экольсунд и Фредриксхов. Однако вершиной его архитектурного творчества являются здания Королевской оперы в Стокгольме (1775—1782) и театра (1762-66), а также построенный в стиле рококо Китайский дворец (Kina Slott,1764-66) в комплексе дворца Дроттнингхольм (с 1991 года включён в список Всемирного наследия ЮНЕСКО). В 1768—1783 годах по проекту К. Ф. Аделькранца в Стокгольме в неоклассическом стиле (с деталями рококо) была возведена церковь Адольфа Фредрика, которая стала единственной церковью, возведённой им.
Карл Фредрик Аделькранц является одним из крупнейших шведских архитекторов второй половины XVIII столетия. Его творчество отличается двумя особенностями, оставившими свой след в шведской архитектуре: широким внедрением рококо и развитием (под французским влиянием) особого стиля классицизма шведского направления, получившего названия «густавианский стиль», главным представителем которого и являлся сам Карл Фредрик Аделькранц.

## Галерея
- Церковь Адольфа Фредрика
- Дворец Фредриксхов
- Шведская правительственная канцелярия
- Герцогские конюшни
- Усадьба Тронгсунд